# 旭橋 (広島市)
旭橋（あさひばし）は、広島県広島市の太田川（太田川放水路）に架かる道路橋。
下流側に新旭橋（しんあさひばし）を併設しており、ここでは双方ともに説明する。

## 概要
旭橋および新旭橋の2橋ともに国道2号（新広島バイパス）筋に架かる橋である。旭橋は上流側に位置し、西方面から市内中心部へ入るときに最初に渡る橋である。新旭橋は下流側に位置する。
旭橋は3連アーチ橋で上り線（旧市内方向）のみ。新旭橋は2層式トラス橋であり、上路は西広島バイパスから続く高架道であり最終的には平野橋まで整備される予定、下路は下り線（己斐方向）のみ。
上流側に広島市道比治山庚午線と広島電鉄本線が通る併用橋の新己斐橋、下流側に庚午橋、東に行くと新観音橋へと続く。
昭和初期からある橋で、戦後太田川放水路改修に伴い1960年（昭和35年）3月旭橋が架け替えられ、新広島バイパス整備に伴い1973年新旭橋が架けられた。

## 諸元

### 旭橋
- 路線名：国道2号（新広島バイパス）[3][4]
- 橋長：287 m[3][4]
- 支間長：90 m + 102 m + 90 m[3][4]
- アーチライズ : 中央径間15 m、側径間13m[3]
- 幅員：17.5 m（車道11.3 m + 歩道2@1.5 m）[3][4]
  - ただし、新旭橋側つまり下流側の歩道については歩行者通行止
- 上部工：下路式3連ローゼ橋[3][4]
- 下部工：RC重力式橋台2基、RC門型橋脚2基[3][4]
- 基礎工：橋台および橋脚 - ニューマチックケーソン基礎[3][4]
- 設計 : 建設省太田川工事事務所[4]
- 施工：上部工 - 横河橋梁、下部工 - 白石基礎[4]

### 新旭橋
- 路線名：国道2号（新広島バイパス・西広島バイパス）
- 橋長：287 m[4]
- 支間長：91 m + 103 m + 91 m[4]
- 幅員：上路 - 2@8 m、下路 - 7.5 m+3.5 m[4]
- 上部工：3径間連続2層式ワーレントラス橋[4]
- 下部工：RC橋台2基、RC門型橋脚2基
- 基礎工：橋台および橋脚 - ケーソン基礎
- 設計 : ?
- 施工 : ?

## 歴史
1930年（昭和5年）山手川（己斐川）に、東隣に流れる福島川（現在廃川）と山手川が形成する中州内の福島町から己斐を結ぶ木橋が架けられた。これが初代の旭橋である。その場所は、現在地から上流へ約280mの位置で、現在のものより半分以上短い橋で、当時存在していた山手川（己斐川とも）最下流に架かる橋であった。
東には当時、中州から東の観音町に向けて「西大橋」（広島西大橋を参照）が福島川にかかっており、市内中心の鷹野橋から明治橋 - 住吉橋 - 観音橋 - 西大橋 - 旭橋が、東西を貫く幹線筋の1つだった。
1945年（昭和20年）8月6日、原爆被災（爆心地から2.47 km） 。一部で壊れたものの落橋せず渡河できる状況であったことから、多くの被爆者が西方面へと避難して行った。当時橋上は人で溢れかえっていたと証言がある。
ただ、同年9月に上陸した枕崎台風により旭橋は西大橋らと共に落橋してしまった。
戦後、山手川と福島川の間にあった中州を浚渫し河川幅を拡幅する太田川放水路改修工事が行われ、西大橋付近は埋め立てられ、旭橋はかけ直されることとなった。1953年（昭和28年）着工、1960年（昭和35年）3月竣工。総事業費6億5,800万円。なお竣工当時は鋼ローゼ道路橋として国内最長であり、中国四国地方で初施工となるニューマチックケーソン基礎が採用されている。
その後1973年（昭和48年）に下流側に新旭橋が架橋され、現在の形となった。

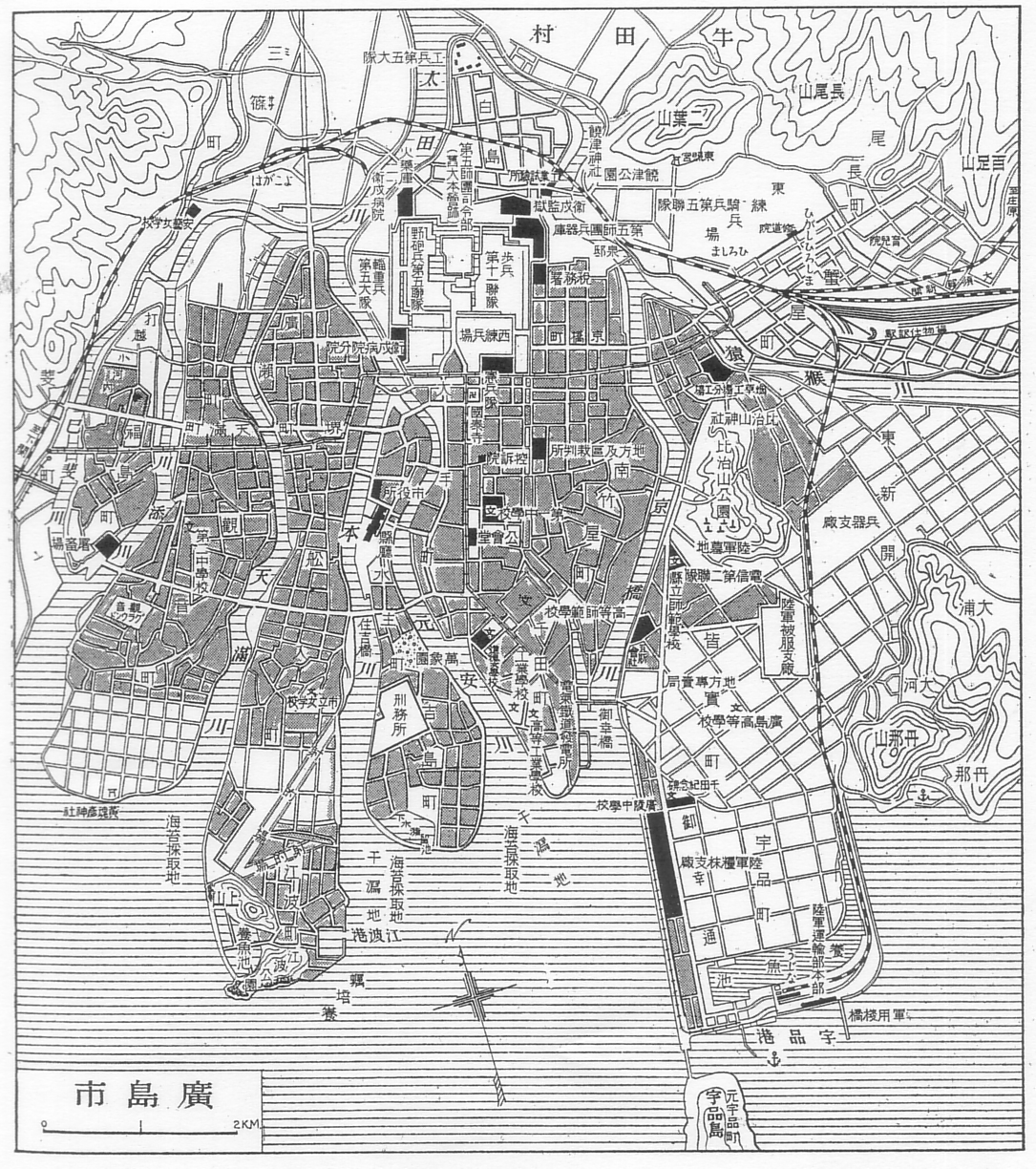
1930年ごろの広島市地図。西大橋は記載されているが旭橋は記載されていない。
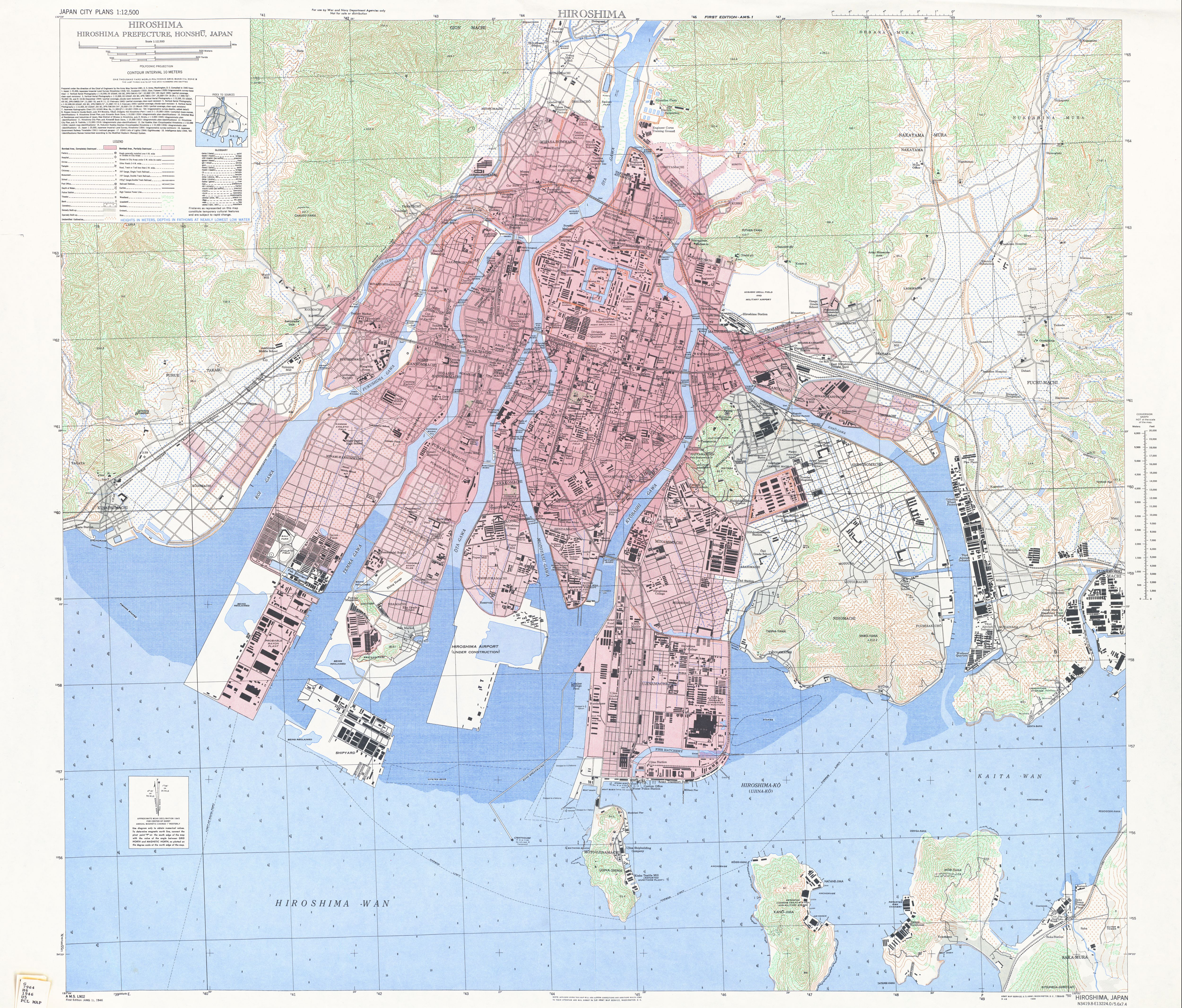
1945年米軍作成の広島市地図。"ASAHI-BASHI"表記が確認できる。
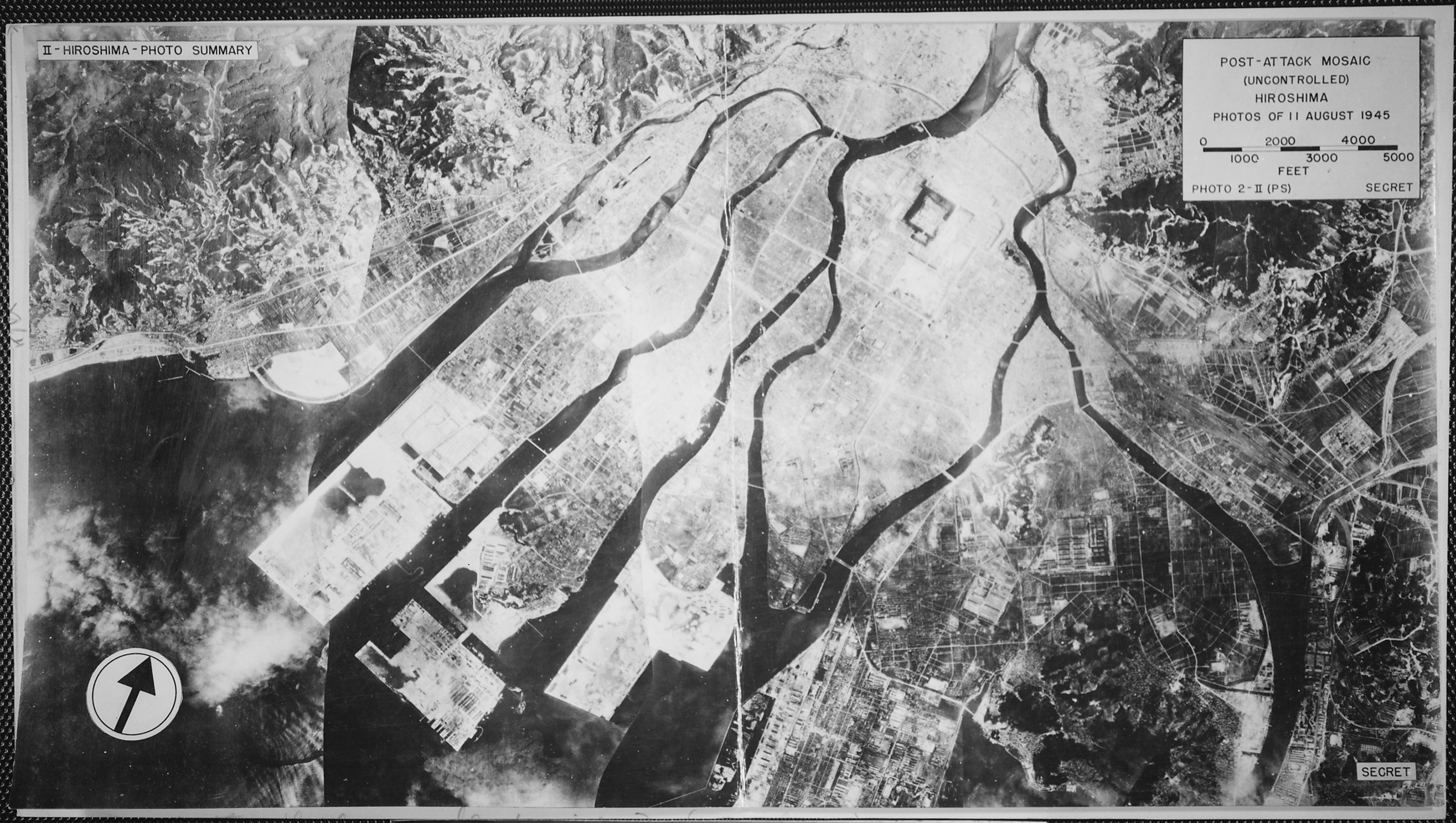
1945年被爆後の広島市。米軍作成地図と位置を参照。旭橋と西大橋が落橋していないとわかる。

## バス路線
旭橋の東側に「旭橋入口」バス停、西側に「旭橋西」バス停があり、広電バスが停車する。
- 3号線：広島駅・紙屋町・市役所前・加古町・舟入本町方面 - 旭橋入口 - 総合グランド入口・観音新町三丁目・マリーナホップ方面
- 54,55号 西広島バイパス線：広島バスセンター・市役所前・加古町・舟入本町方面 - 旭橋入口 - 旭橋西 - 古江・西広島バイパス方面
- 8号線：横川駅方面 - 旭橋入口 - 総合グランド入口・観音新町三丁目・マリーナホップ方面